# 钱塘江
钱塘江，古名浙江、漸江、淛河，又称之江、折江、罗刹江，是中國浙江省第一大河，發源于安徽省黃山，流經安徽、浙江二省，河流全长688千米，流域面积5.56万平方千米，占省域面积的一半以上。年均流量442.5亿立方米，河口潮汐水力资源理论蕴藏量为472万千瓦特。钱塘江潮被誉为“天下第一潮”。
钱塘江其北源（正源）新安江出自安徽省黄山市休宁县六股尖，进入浙江后经过淳安县至建德市梅城镇，各段逐渐汇入其他支流，名称从冯源河、大源河、率水、新安江。其南源兰江源于安徽省]黄山市休宁县青芝埭尖，各段分别称为马金溪、常山港、衢江、兰江。两江汇合后称富春江，又流经桐庐县汇集分水江、富阳区至杭州市区。纳浦阳江后始称钱塘江，此后为萧山区、海宁市、上虞区等的界河，在海盐县与慈溪市之间注入杭州湾。曹娥江被认为是钱塘江最后一个大支流。

## 名称

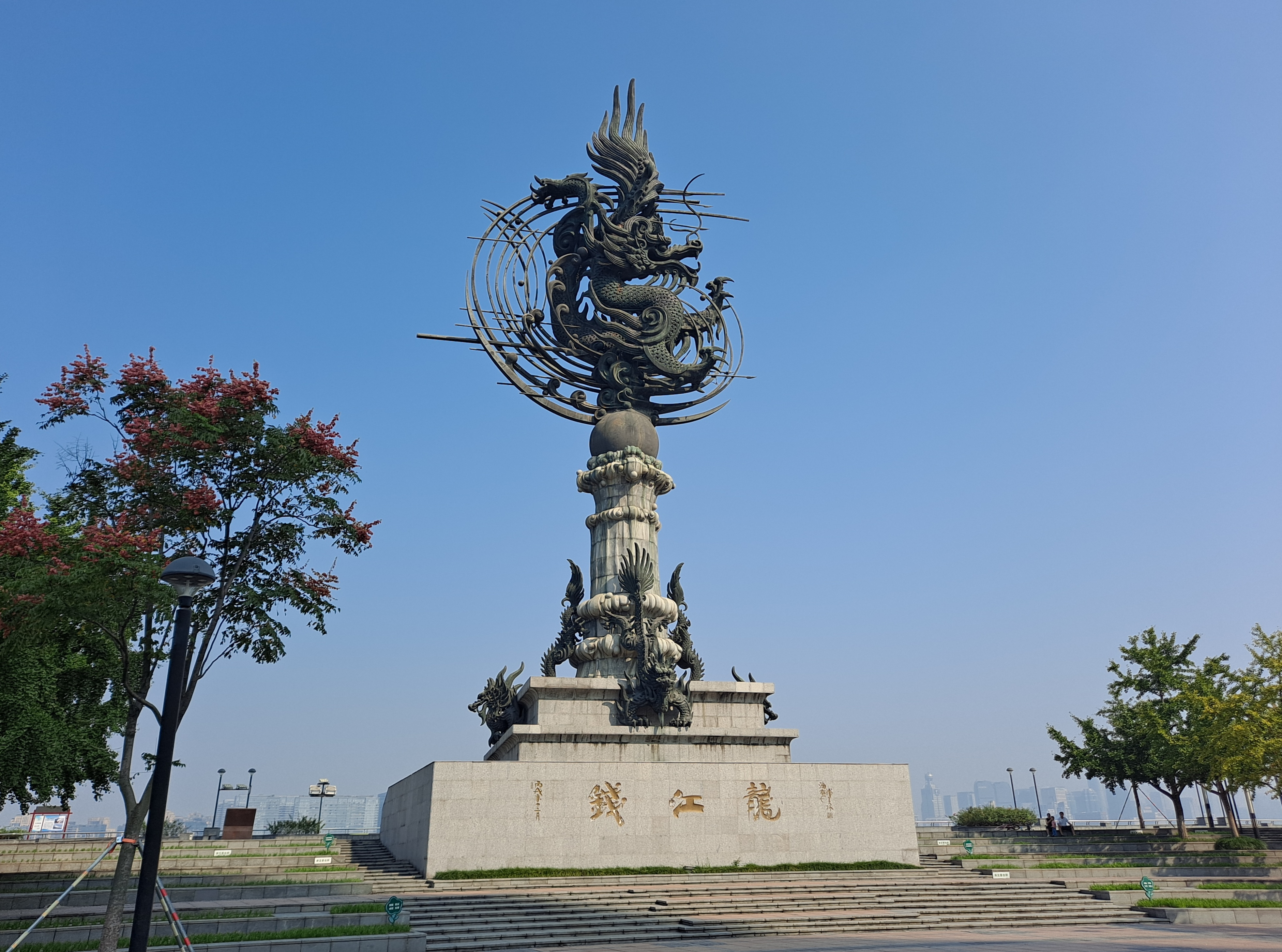
杭州钱塘江边的钱江龙雕塑

一般认为，钱塘江古称「浙江」，亦名「折江」或「之江」，最早见名于《山海经》，自三国时期开始有“钱唐江”的称谓，原来指代流经钱唐县（今杭州）的河段，自民国时期开始指代整个流域。杭州一带江流曲折，风波险恶，故也有“之江”的称呼:63。錢塘江還有名羅剎江，得名於江心有石，為秦望山餘脈，船隻來往於此波濤洶湧。据旧志，罗刹石在今南星桥、浙江亭一带，《旧五代史》称钱镠为修建捍海塘挖平江中罗刹石，而后世方志多认为钱塘江泥沙淤积导致罗刹石埋入江岸自然消失。
民国《杭州府志》引清代阮元《南江图考》，认为“浙江”即《禹贡》中的南江，为大禹导通长江后，长江汇入太湖再至临平湖，于今日杭州东北入海的河道，而今天的钱塘江是古代的“渐江水”，“渐江水”和“浙江”不是同一条江，“浙江”之名是在后来为钱塘江所冒用。清代的郭嵩焘、魏源以及近代的郁达夫均认同阮元的观点。
明代《海塘錄》認為，“浙江”和“漸江”本指同一條江，因為北方人沒有來到南方遂取“漸江”之名，司马迁在《秦本紀》早就將錢塘江作為浙江。王国维也在《浙江考》否认阮元观点，认为乾嘉以来区分浙江和渐江水的做法并不可取，称：“乾嘉诸儒过信其说，不复质之古书，是末师而非往古，重传说而轻目验，吾不能从之矣。”現代歷史地理學家陳橋驛等人在《水經註》註釋中稱“漸”“浙”“淛”本是一音之轉譯，因為古代浙江在越國故地，通行越語，因而為越語的音譯，“浙江”“漸江”以及《庄子》中的“淛河”都是指代錢塘江，郦道元在《水经注》中始终以“浙江”称呼是也表达其不认可《水经》用“渐江”之名。

## 水文地质

### 地质构造与发育
钱塘江水系的形成和地质构造运动有关。受地质构造运动影响，从元古宙到中生代钱塘江流域产生了西南向东北和东南到西北两组主要断裂线，西南向东北走向的是浙江地区断裂带的主体，包括了江山-绍兴、常山球川-萧山、马金-乌镇等断裂线，钱塘江干流即沿着这一断裂带发育。同时东南到西北走向的断裂带为前一断裂带派生的断裂带，钱塘江支流的发育主要和这些断裂带有关。钱塘江流域因为不同组断裂带的交织形成了褶皱山地典型的格子状水系，其中嵊州市附近由于有三组不同方向的褶皱存在，形成了以嵊州市为中心的扇形水系。:63
钱塘江流域山谷纵横交错，多盆地夹杂其中，不同盆地间以峡谷相互勾连，不同时期的断块活动和岩浆运动又使得盆地构造多样化，其主要水系发育于侏罗纪、白垩纪，尤其是白垩纪晚期燕山运动中形成的红层盆地，造就了渐江、新安江、衢江等河流的发育。钱塘江河谷沿着断裂带发育，因而侵蚀受到断裂带限制，河谷较为狭窄，河道的阶地层次较多，河槽较为平直稳定。由于断裂带通常向西北偏移，因而河道往往偏向左岸，左岸断崖较多，而右岸多河道漫滩，地势低平。:63-64
根据石油勘探和地质调查的结果，钱塘江流域在白垩纪燕山运动后盆地汇集的水流尚壅塞为湖泊无法出海；第三纪早期燕山运动形成的盆地开始了削高填低的过程，部分河流由于地势平缓形成河曲；第三纪中叶喜马拉雅造山运动后沿海地区沉降，后期浙江西部地区地势抬升，河水沿着旧有河道下切形成深谷，部分河曲下切为深切河曲，至此钱塘江山地的谷地基本定型。第四纪以来，气候变化频繁，平原河口地区由于海进海退河道变化频繁。更新世早期和中期，距今一两百万年，古钱塘江沿着海宁斜桥、嘉兴、金山、奉贤、川沙一路注入长江河汊。更新世晚期距今18万年前，海平面上升至今天海盐、嘉兴一带，后又到今天湖州、塘栖、临平、七堡一线。距今2.5万年前海平面开始下降，今杭嘉湖平原成为低缓的台地，古台地与西部山地之间可能存在古钱塘江河汊直达太湖，而古台地东南海盐、金山一带可能存在古钱塘江另一河道东北延伸至今上海市区。末次冰期后海平面上升至今日海平面左右高度，长江入海口尚在扬州、镇江一带，而海水淹没平原地区直接与浙江东部山地接触，钱塘江河口尚在今天的富阳一带。之后，长江三角洲发育迅速，在潮流和季风共同作用下长江沙嘴向东南发育，并最终与钱塘江北岸沙嘴会于今天嘉兴平湖市王盘山列岛一带，钱塘江南岸也凭借海潮泥沙和山水裹挟的泥沙形成南岸海岸线，距今五六千年前初步形成了喇叭形河口。随后随着潮水上下游走的泥沙堆积在上游来水和下游涌潮交汇的河口段，形成高于上下游地势的河口沙坎，从而构成了钱塘江特殊的地貌形态。:64-65
- 从南向北三条主要断层带分别为江山-绍兴、常山球川-萧山、马金-乌镇断裂线
- 钱塘江流域全图

### 河口变迁与河道变化
钱塘江河道自闸口以下两岸皆是平原，主槽在两岸不断摇摆，属于游荡型河道。钱塘江江口属于典型的喇叭形河口，在杭州湾湾口处宽98.5千米，至澉浦则只有20千米作用，到了盐官一带则只有约11千米，到闸口段河道仅宽1千米左右。钱塘江外海来沙丰富，在澉浦截面每日寻常潮水涨落水量达到32亿立方米，进出泥沙2000多万吨。泥沙在乍浦与闻堰之间形成一个隆起的沙坎。:6
在河口平原形成之初，钱塘江河口段南北两岸分别有古姚江和古东苕溪、东江，但由于江潮泥沙淤积，古东苕溪下游河道废弃转而向北流淌，而姚江也改向东流注入甬江，作为太湖出海口的东江也完全淤塞。同时北部海岸线向被收缩，向东扩张，南部则一直北进。4世纪时王盘山尚是东晋屯兵之所，但到了12世纪已经在海中，至明末清初（约17世纪），北岸海岸线已经和今天大致相当，且由于修筑海塘和秦山、尖山等山地阻隔，海岸线向北侵蚀速度放慢。南岸海岸线在最早在西兴、翕山一线，随后一路向北淤积长约8千米，11世纪海岸线开始收缩，至14世纪恢复到最早的位置，18世纪又恢复11世纪的位置。:65
钱塘江河口段在历史上多次改道，先后有过南、中、北三流道，并最终稳定在北部流道上。清代学者将南中北三流道称为钱塘江三门，即北大门、中小门、南大门：北大门在青龙山、白虎山与盐官海塘之间，中小门在赭山和白虎山之间较为狭窄，南大门在翕山和赭山之间。:41

### 钱塘江潮

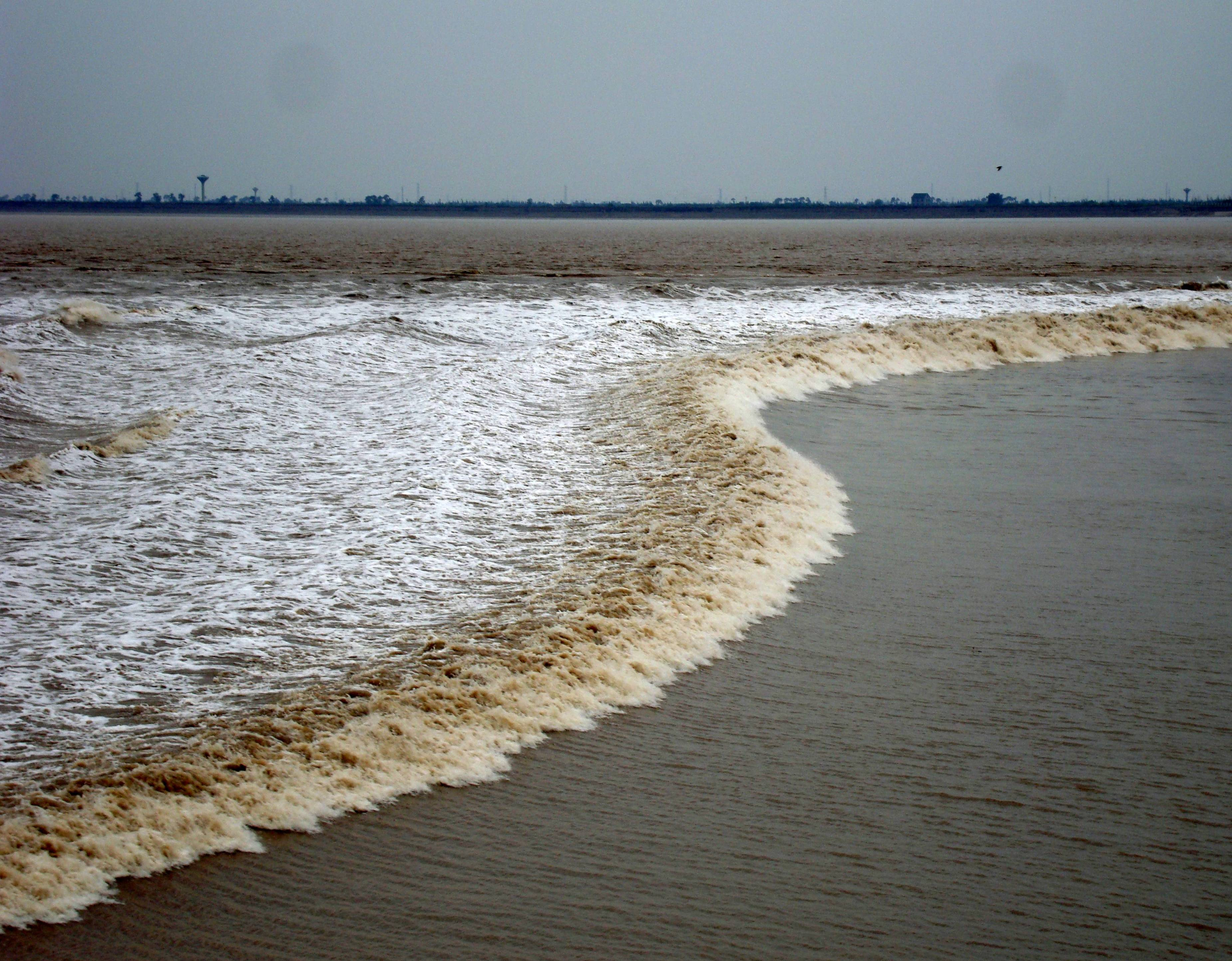
杭州的钱江大潮，2009年8月7日

钱塘江河口是典型的喇叭形河口，内口小，外口大，在最外侧芦潮港至外游山连线河口宽度有98.5千米；到了澉浦一带则只有19.4千米，潮水水位也比外侧增加了一倍，多年平均5.58米，最大记录8.93米；自澉浦以上，河床逐渐迅速升高，水深变浅，因而形成钱塘江潮水，自海宁尖山开始，溯江百余千米，至杭州闸口后逐渐消失。钱塘江潮水形成的主要原因有二：一即其喇叭形河口的地貌特征扩大了潮水的能量，导致潮水水位较高；二即澉浦以上河段存在的巨大沙坎，导致河床迅速抬高。古人对潮水的成因早有认识：东汉的王充在《论衡》就谈及涌潮随着日月盈亏变化，进入河道中由于水深较浅而激起潮涌；北宋的燕肃则在《海潮论》提出钱塘江潮水作用于河口的沙坎，潮水的前锋受阻而后浪堆叠形成潮高。
钱塘江涌潮在尖山一带向上游进发，在海宁八堡与尖山之间遇到江中沙洲会产生分叉，分为南潮和东潮，之后在沙洲后二潮相会形成水势更高的交叉潮，交叉潮若是遇上丁坝等障碍物，激起的水柱可以达到8-10米左右，高于海塘的高度。朔望大潮时，海宁八堡至盐官一带涌潮高度可以达到1-2米，在杭州闸口一带高达1米，海宁八堡最高的单股涌潮可以达到3米；潮水速度一般在5-7米每秒，最大有12米每秒的记录。除去地月变化的影响，钱塘江河道的冲刷对于海宁以上潮段也有着很大影响，每年3-7月梅雨季节汛期水流冲刷下，钱塘江河床冲刷变深，因而至农历八月十八时自古为观潮的节日，而到了冬季钱塘江水量减少河道泥沙淤积，潮水水位则不如前。钱塘江河口的变化也影响着潮水：在明清以前，钱塘江河口在南大门，河道较为顺直，因而杭州一带观潮颇为昌盛；而到了明清江口改在北大门，海宁一带遂为观潮的最佳地点；近年来，由于江口的进一步缩窄，交叉潮最大潮进一步下移至海宁十堡至新仓一带。:82-85
- 钱塘江下游及杭州湾海岸线变化[1]:65
- 钱塘江河口变迁（澉浦在右上角未畫出）[1]:66

## 水系
钱塘江流域西以天目山、黄山和怀玉山脉区隔于长江流域，南止于仙霞岭与瓯江流域为邻，东拒大盘山、四明山、天台山与甬江、椒江流域相邻，以北为太湖流域。钱塘江自南源以下，依次称齐溪、马金溪、常山港、衢江、兰江，于浙江建德市梅城镇会北源新安江后称富春江；在杭州市萧山区闻堰街道附近纳浦阳江后称钱塘江，自杭州以下河道不断拓宽，在绍兴市曹娥江大闸附近右受曹娥江水，在嘉兴市海盐县澉浦镇长山闸与余姚、慈溪两市交界处西三闸连线（宽度19.4千米）后进入杭州湾，最后在上海芦潮港闸和宁波市镇海区外游山连线（宽度98.5千米）注入东海。:1
| 区段                                   | 区段                     | 区段                     | 区段名称       | 长度/千米 | 流域面积/平方千米                                                                        | 河流比降/%                                                                               | 起始位置                                                                                 |
| -------------------------------------- | ------------------------ | ------------------------ | -------------- | --------- | ---------------------------------------------------------------------------------------- | ---------------------------------------------------------------------------------------- | ---------------------------------------------------------------------------------------- |
|                                        | 上游                     | 北源                     | 新安江         | 359       | 11674                                                                                    | 3.7                                                                                      | 安徽省与江西省交界六股尖至浙江省建德市梅城镇                                             |
| 南源                                   | 上游                     | 马金溪                   | 303            | 1011      | 7.1                                                                                      | 浙江省开化县马金溪源头至华埠镇与池淮港、龙山港汇流处                                     |                                                                                          |
| 南源                                   | 上游                     | 常山港                   | 303            | 3385      | 4.4                                                                                      | 华埠镇三溪汇流处至衢州市区江山港、常山港汇流处                                           |                                                                                          |
| 南源                                   | 上游                     | 衢江                     | 303            | 11477     | 3.1                                                                                      | 江山港、常山港汇流处至兰溪市区衢江、金华江汇流处                                         |                                                                                          |
| 南源                                   | 上游                     | 兰江                     | 303            | 19468     | 2.6                                                                                      | 安徽省休宁县青芝埭尖至浙江省建德市梅城镇                                                 |                                                                                          |
| 中游                                   | 富春江水库以上           | 富春江                   | 102            | 38318     | 2.9                                                                                      | 梅城镇至至杭州市西湖区双浦镇东江嘴                                                       |                                                                                          |
| 中游                                   | 河口区                   | 富春江                   | 102            | 38318     | 2.9                                                                                      | 梅城镇至至杭州市西湖区双浦镇东江嘴                                                       | 富春江水库以下                                                                           |
| 河口段                                 | 河口区                   | 杭州闸口以上             | 钱塘江         | 122       | 41945                                                                                    | 2.8                                                                                      | 东江嘴至杭州市上城区南星街道闸口                                                         |
| 河口段                                 | 河口区                   | 嘉兴澉浦以上             | 钱塘江         | 122       | 49876                                                                                    | 2.3                                                                                      | 闸口至海盐县澉浦镇长山闸与余姚、慈溪两市交界处西三闸连线                                 |
| 河口湾                                 | 河口湾                   | 杭州湾                   | 75             | 55558     | 不適用                                                                                   | 海盐县澉浦镇长山闸与余姚、慈溪两市交界处西三闸连线至上海芦潮港和宁波市镇海区外游山连线   |                                                                                          |
| 干流                                   | 自新安江源头起至杭州湾口 | 自新安江源头起至杭州湾口 | （钱塘江干流） | 658       | 钱塘江源头和河口位置尚存在争议，此处主要参考《钱塘江志》和《中国河湖大典》，争议详见下文 | 钱塘江源头和河口位置尚存在争议，此处主要参考《钱塘江志》和《中国河湖大典》，争议详见下文 | 钱塘江源头和河口位置尚存在争议，此处主要参考《钱塘江志》和《中国河湖大典》，争议详见下文 |
| 干流                                   | 自兰江源头起至杭州湾口   | 自兰江源头起至杭州湾口   | （钱塘江干流） | 612       | 钱塘江源头和河口位置尚存在争议，此处主要参考《钱塘江志》和《中国河湖大典》，争议详见下文 | 钱塘江源头和河口位置尚存在争议，此处主要参考《钱塘江志》和《中国河湖大典》，争议详见下文 | 钱塘江源头和河口位置尚存在争议，此处主要参考《钱塘江志》和《中国河湖大典》，争议详见下文 |
| 备注：长度数据依照《中国河湖大典》更新 |                          |                          |                |           |                                                                                          |                                                                                          |                                                                                          |

### 上游干流
钱塘江上游存在争议，主要有新安江和兰江（上游即衢江）两种说法。新安江说最早出自《山海经》，《海内东经》记载“浙江出三天子都”，而三天子都具体指代哪里仍有争议，东晋的郭璞则称三天子都为新安郡的三王山，将新安江作为钱塘江的正源。后世的郦道元《水经注》、《雍正浙江通志》都采纳了这种说法，认为钱塘江干流为新安江。《清史稿》以及王国维的《浙江考》也认同这一观点。然而由于钱塘江南面水系覆盖面积较大，后世的作品在肯定钱塘江正源为新安江的同时，也会认为钱塘江有南北两源乃至三源头，例如《明史·地理志》中称钱塘江有新安江、信安江（兰江）、东阳江（金华江）三个源头，1940年代中华书局出版的《最新中外地名大辞典》中称钱塘江有三源头，但以兰江为主线描述钱塘江。1950年代，上海水力发电设计院和浙江省水利厅组织联合流域性水利考察，发表《钱塘江流域查勘报告》，认为钱塘江上游正源为衢州马金溪（下游即衢江、兰江），源出浙、皖、赣三省交接的莲花尖。由于此报告流传较广，兰江说也为人所认可，譬如1959年出版的《浙江自然地理》就采纳了水利电力部的兰江说。1981年，浙江日报记者闻娇、傅侃等同志，通过航拍测绘和实地考察，认为马金溪的源头应在安徽省休宁县板仓附近的青芝埭尖，否定了莲花尖为源头的看法。1983年，浙江省科技协会组织“钱塘江河源河口科学考察队”，经过两年时间查清钱塘江河源和河口的具体细节：根据調查得出的数据，考虑到以新安江为源头长度较长，如果按照习惯性的源远流长，以新安江为钱塘江正源头。
《钱塘江志》考虑到河源的确定也有以径流大小为判别依据的，且兰江流域流域面积为新安江的1.67倍，采用了钱塘江二源的说法，以新安江为北源，兰江为南源，金华江为最大支流，曹娥江为第二大支流。同时2014年中华人民共和国水利部组织编写的《中国河湖大典·东南诸河、台湾卷》将兰江定为钱塘江源头:1。新安江发源于安徽省休宁县六股尖东坡，源头海拔1350米，北流约20千米汇龙溪后称大源，东北流约17千米汇小源后称率水，之后在休宁县汇集沂源、新岭水、汊水等河流，在屯溪境内汇横江后称渐江，东北流21千米至浦口纳练江后称新安江（亦有称屯溪以下即新安江）。新安江东南流经淳安、建德，纳云源港、东源港等河流，穿过铜官峡谷（即新安江水电站所在地），流至梅城东与兰江汇合后称富春江。干流长359千米，流域面积11674平方千米，其中安徽省境内6025平方千米，浙江省境内5645平方千米，江西省境内4平方千米。兰江发源于安徽省休宁县青芝埭尖北坡，源头海拔810米，汇流后在安徽省境内为龙田溪，流入浙江省内后为齐溪，至马金镇右汇何田溪后称马金溪，汇村头、中村诸溪后称常山港，入常山县境。至衢州市区西南郊双港口，汇江山港后称衢江，再至兰溪市内纳金华江后称兰江。兰江北流至建德县梅城镇东与新安江汇合后称富春江。干流长303千米，流域面积19468平方千米。:67

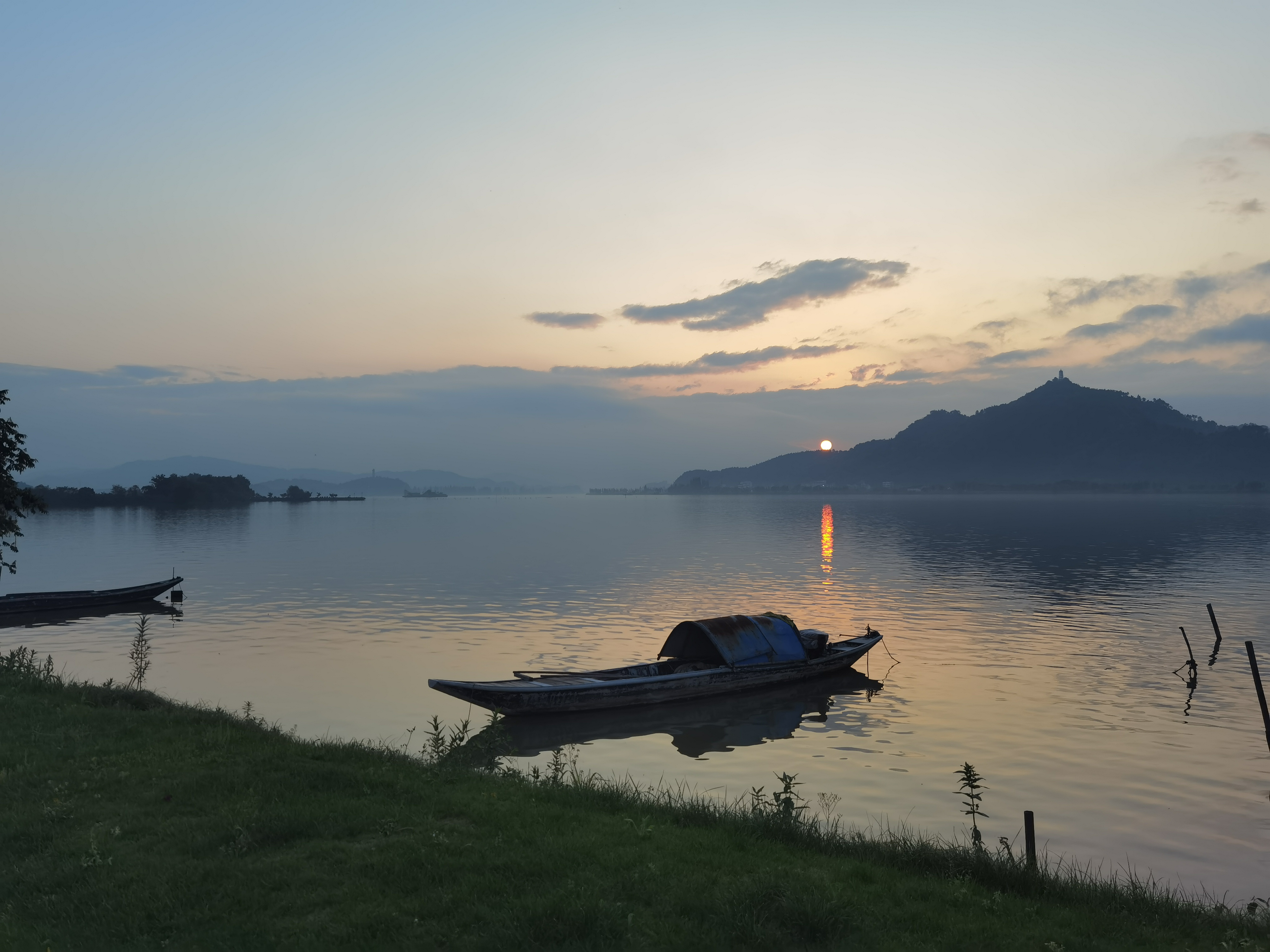
新安江、兰江、富春江三江汇流处，左右山尖分别为梅城南峰塔、北峰塔

### 中游干流
钱塘江中游为富春江。新安江和兰江汇于建德市梅城镇严东关，其下称七里泷，又称桐江，现属于富春江水库库区，这一段江面以山河秀丽著称，有严子陵钓台在库区北侧山崖之上。富春江在出富春江水库之后在桐庐县内北岸纳清渚江、分水江等江，南岸有壶源江、大源溪等河流注入，经过富阳下行至西湖区转塘街道东江嘴（与萧山闻堰街道相对），下游则为钱塘江，全长102千米，比降0.2%，区域内流域面积达7176平方千米。富春江在水库库区以下开始受到钱塘江潮水影响，河面宽度可以达到400到700米，两岸地势起伏不定，在富阳场口镇有着较大旷阔地带，到富阳附近河道开始曲折，河面放宽到700到1000米。富阳以下河道水流分汊，河道中存在沙洲，其中以东洲岛最大，河道和沙洲此消彼长。到东江嘴后河道受到潮汐影响逐渐增大，河面进一步放宽到1200米。钱塘江在富春江水库大坝以下富春江流段虽然已经开始受到潮汐影响，但仍旧以径流作用为主导，到钱塘江段则是径流和潮水作用的过渡段，进入杭州湾则是潮水作用为主导。:127:5

### 河口区
钱塘江原本是钱塘江下游河段的称呼，因为在古代钱唐县（即今杭州市）附近故名钱唐江，后钱唐县改名钱塘，江遂名钱塘，后来到民国时期，钱塘江才被用来指代整一个水系:63。钱塘江的河口区从富春江水库开始，钱塘江河口区涵盖了钱塘江、杭州湾和富春江部分河段——这一区域可以分为三段：第一段为富春江水库以下至萧山闻堰街道、东江嘴的富春江河段，称为钱塘江河口区的近口段，长75千米，汇水面积达176平方千米；第二段为钱塘江河段，富春江在纳浦阳江后改称钱塘江，至杭州闸口，再到至嘉兴澉浦段，曹娥江从南岸注入钱塘江，为钱塘江河口的过渡段或河口段——这一段历史上江槽摇摆不定，1949年以后经过整治闸口至海宁十堡的江岸基本已经固定下来，长达122千米；第三段为河口区的潮流段或河口湾，即杭州湾，东起澉浦镇与余姚慈溪界新三江闸连线，西到上海芦潮港和宁波外游山（今宁波镇海港）连线，东西长达85千米。:71
历史上，钱塘江入海口，或者钱塘江和杭州湾的分界线存在争议，曾有杭州闸口、翕山和赭山之间的鳖子口以及嘉兴澉浦三种说法，同时由于1968年以后钱塘江两岸大规模围垦，海宁八堡以下河面明显变宽约20千米，因而有人认为以八堡为入海口。1983年浙江省科技协会组织“钱塘江河源河口科学考察队”提出以水面比降最小、潮差最大、径流影响几乎为零为钱塘江判断入海口位置的标准，最终确认钱塘江入海口在嘉兴市海盐县澉浦镇长山东南嘴至余姚市、慈溪市交界三江闸一线。《中国河湖大典》《钱塘江志》等文献则都将钱塘江的整个河口区，包括杭州湾，都纳入到钱塘江流域中，钱塘江入海口即杭州湾外口。

### 下游支流及河网
钱塘江下游的主要支流有浦阳江和曹娥江；此外萧山水网也属于钱塘江水系，南部水网从属于浦阳江水系。浦阳江发源于浦江县花桥乡蛇高岭南麓，全长150平方千米，比降3‰，流域面积3451.5平方千米。萧山河网也统属于钱塘江流域，依照地理位置和河流特征，可以划分为北中南三大河网：其北部河网是在北海塘以北沙地的河道，河道交织如网格，林林总总大小河道326条，长度有814.7千米；中部河网是指西江塘以东，北海塘以北的河网，主要有钱清江（又称西小江）、南门江、萧绍运河构成，其中西小江本是浦阳江向东流至曹娥江的河道，明代以后才转为注入钱塘江、富春江。:129-130

### 主要支流
依照《钱塘江志》，金华江是钱塘江最大支流，集水区东西长约120千米，南北宽约50多千米，向东、南方向扇形展开，干流长194.7千米，流域面积6781.6平方千米。金华江又名婺江，在金华以上称东阳江。金华江主源北江发源于磐安县的龙乌尖，西流至双溪乡称西溪，北流入横锦水库，下歌山镇，西折入东阳、义乌境内，汇其南江后称东阳江。东阳江行至金华市区境内，东南有武义江注入，西北流入兰溪市境内与衢江汇合，衢江和金华江汇合处以下河段称兰江。:72
2014年的《中国河湖大典》则以兰江为唯一上游，钱塘江流域流域面积大于1000平方千米的一级支流有江山港、乌溪江、金华江、新安江、分水江、浦阳江、曹娥江，流域面积大于100平方千米的支流总计143条。:1

## 水利开发

### 海塘江防

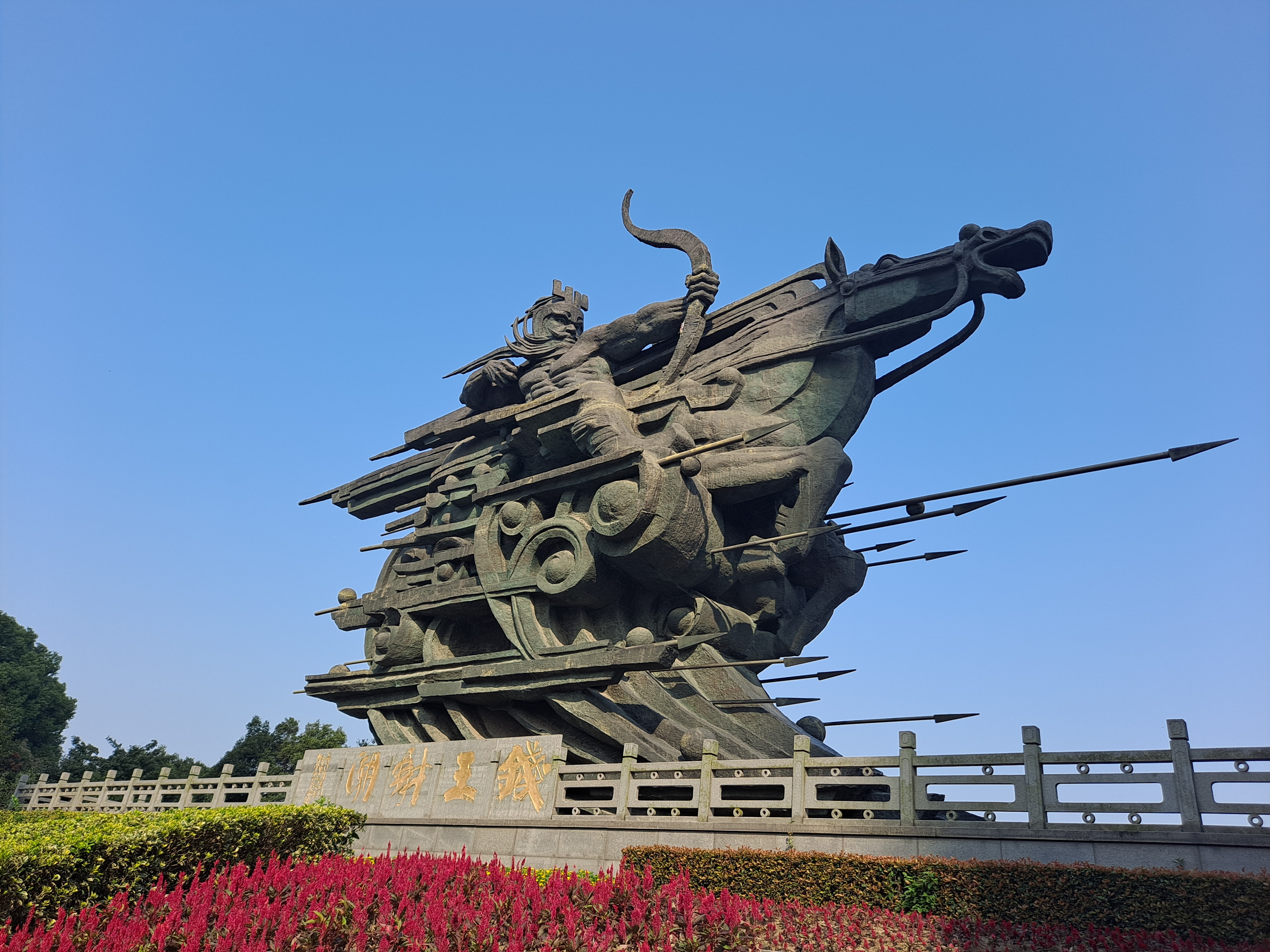
杭州钱塘江护堤上的钱王射潮雕像

钱塘江河口区两岸的海塘拱卫太湖平原、宁绍平原，防止钱塘江河口两岸受到钱塘江潮水和洪水侵扰，按照地域和历史，可以分为江南海塘、浙西海塘和浙东海塘三段。修筑海塘最早有范蠡围田筑堤、华信筑塘等说法，在正史中可以追溯到唐代。由于钱塘江河口区两岸在历史上为中国财赋重地、文化中心，因而海塘建设历来为统治者所重视，清乾隆帝六下江南，其中有四次到海宁考察海塘建设，到当代中华人民共和国领导人毛泽东也曾到海宁视察海塘。钱塘江海塘除却寻常的洪水、潮汛之外，还面临钱塘江涌潮的破坏，历史上钱塘江下游地带河道摇摆不定，海塘也屡建屡毁；宋至明代只能“以宽制猛，不与海争利”，采取退守战略，指代明代嘉靖年间黄光升开创鱼鳞塘后北岸才得以固守岸线；1949年以来，政府采取固塘、保滩、治江相结合的策略，不仅加固海塘险要之处，还积极治理飘荡的钱塘江下游河段，修建新的滩涂防线，大大提升了沿岸的防潮能力。:441-442
现存明清海塘总长317千米，除去山体总长约280千米。北岸海塘古代有称作捍海塘、海宴塘、太平塘、障海塘等称谓，清代以仁和县乌龙庙为界东为海塘、西作江塘，近代以来曾统称为浙西海塘，西起于杭州市西湖区转塘街道狮子口，经过余杭、海宁、海盐等县区市境内，东抵平湖市金丝娘桥接江南海塘，长达160千米，除去山体有137千米。南岸则以曹娥江为界，以西为萧绍海塘，唐代曾称作防海塘，明清又细分为西江塘、北海塘、后海塘、东江塘；以西自上虞百官龙山头至夏盖山西麓合计40千米为百沥海塘，历史上也曾以张家埠为界西为前江塘、东为后海塘。:441-442

### 滩涂围垦

1949年以来钱塘江地图

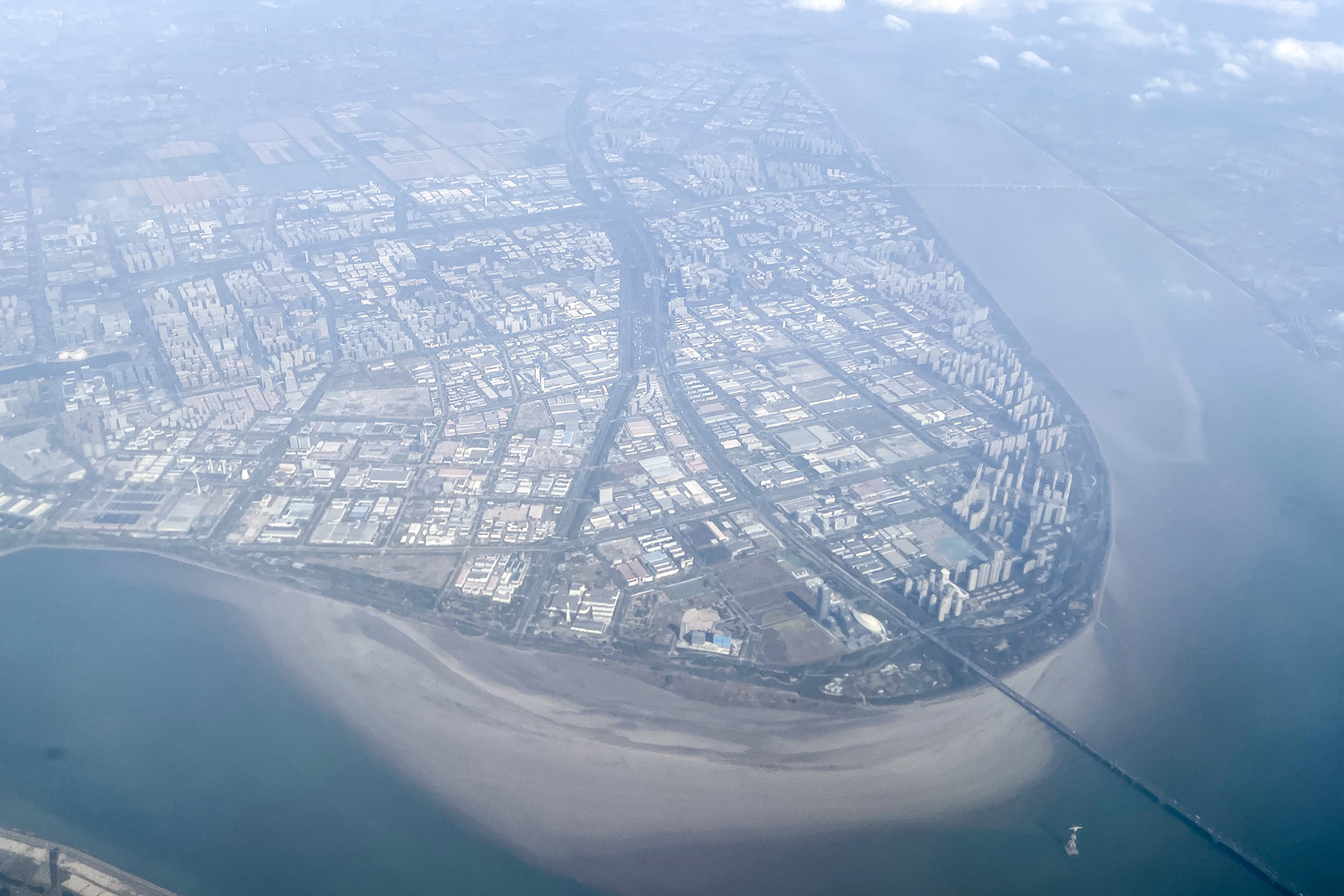
下沙新城

钱塘江河口段及河口湾杭州湾水面宽阔，北临长江口，泥沙来源丰富，口外为水深较浅、坡降较小的东海大陆架，潮水能够扬起大量泥沙进入杭州湾及河口段内部，形成了大面积的潮间带滩涂。钱塘江江口地带围垦历史悠久，13世纪以来杭州湾南岸的慈溪已经围垦滩涂共80多万亩，自17世纪以来萧山、海宁、余杭也围垦南沙、北沙（即今下沙）土地约50余万亩，1949-1989年间两岸共围垦土地134万亩。钱塘江北岸为钱塘江主流道，受到潮水冲刷较为严重，滩涂宽度较小；南岸与之相反，滩涂面积较大；受到江水、潮水冲刷，南北岸的滩涂面积时有变化。:116-118
钱塘江在1949年以来的50年间共围垦出160多万亩土地，杭州市的四季青、下沙、滨江、江东以及嘉兴市的秦山核电厂、嘉兴港等地区或设施都曾为钱塘江江口滩涂的一部分。长期的滩涂围垦稳定了钱塘江的河口位置，提高了两岸对抗潮水侵入的能力，但也对于生态和钱塘江潮景观造成影响，河口的杭州湾作为全球候鸟的迁徙地之一，水质长年只有劣Ⅳ类，属于中国沿海海域中污染较为严重的海域之一。

### 水利工程
钱塘江下游主要以潮水灾害最为严重，而在其他流域，以浦阳江、富春江、曹娥江的洪涝灾害最为突出。浦阳江洪水水位高出地面5-7米，有“浙江小黄河”之称。曹娥江在嵊州市境内干流与三条主要支流汇合，洪水叠加，灾害频发。富春江汇集兰江和新安江来水，水量较大，且下游有潮水托举，因而排水不畅，滋生洪涝。1949年以来，修建了安华、长诏、富春江、新安江等大中型水库，并在下游建设排涝站，不仅提高了江河的抗洪涝水平，还保障了城市的供水和用电问题，促进了库区内的航运、渔业、旅游业开发。:6-10
杭州市于2014年末兴建杭州市第二水源千岛湖配水工程，工程西起千岛湖，东至余杭区闲林水库，通过输水管道将千岛湖的优质水源输送至杭州城区，为城区供水。2019年9月该工程正式通水运行。。

## 交通

### 桥梁
至今有12座跨江大桥，其中三座通行铁路，一座通行地铁。
| 桥梁名称            | 长度                                                      | 建筑类型                 | 功能类型                         | 首次建成通车时间                            | 图片 |  |
| ------------------- | --------------------------------------------------------- | ------------------------ | -------------------------------- | ------------------------------------------- | ---- |  |
| 钱塘江大桥 钱江一桥 | 1,453（4,767英尺）                                        | 双层桁架梁桥             | 公路、铁路桥（单线铁路线）       | 1937年9月26日                               |      |  |
| 彭埠大桥 钱江二桥   | 2,112.1（6,929英尺）（公路） 2,861.4（9,388英尺）（铁路） | 梁式桥                   | 公路、铁路桥（复线铁路线）       | 1991年12月21日                              |      |  |
| 西兴大桥 钱江三桥   | 5,700（18,700英尺）                                       | 斜拉桥                   | 公路桥                           | 1997年1月28日                               |      |  |
| 复兴大桥 钱江四桥   | 1,376（4,514英尺）                                        | 复合式钢管混凝土系杆拱桥 | 公路桥                           | 2004年10月16日                              |      |  |
| 袁浦大桥 钱江五桥   | 3,126（10,256英尺）                                       |                          | 公路桥                           | 2003年                                      |      |  |
| 下沙大桥 钱江六桥   | 2,100（6,900英尺）                                        |                          | 公路桥                           | 2002年12月                                  |      |  |
| 之江大桥 钱江七桥   | 1,724（5,656英尺）                                        | 拱形钢塔斜拉桥           | 公路桥                           | 2013年1月18日                               |      |  |
| 九堡大桥 钱江八桥   | 1,855（6,086英尺）                                        |                          | 公路桥                           | 2012年7月6日                                |      |  |
| 江东大桥 钱江九桥   | 4,332（14,213英尺）                                       |                          | 公路桥                           | 2008年12月通车                              |      |  |
| 钱江铁路新桥        | 2,222.22（7,290.7英尺）                                   | 梁式桥                   | 铁路桥（4条铁路线）              | 2013年7月1日                                |      |  |
| 新彭埠大桥          | 1,350.8（4,432英尺）                                      | 双层桁架刚性悬索桥       | 公路、铁路桥（城市轨道交通路线） | 2022年9月22日（铁路） 2022年9月28日（公路） |      |  |
| 嘉绍大桥            | 10（6.2英里）                                             | 斜拉桥                   | 公路桥                           | 2013年7月通车                               |      |  |

### 隧道
- 庆春隧道：北接杭州庆春东路，南连萧山市心北路，东距钱江二桥2.6公里，西距钱江三桥2.5公里。2006年6月28日开工，2010年12月28日通车。全长4180米，其中主线长3765米，双向双管四车道，通行限高4.5米，设计时速60公里/小时。[19]
- 钱江隧道：在江东大桥以东，南连杭州钱塘新区（原萧山区江东地区）和杭绍甬高速、北接嘉兴海宁盐官镇的特大越江公路隧道。2008年12月18日开工，2014年4月16日通车。设计速度80公里/小时，全长4450米，双管六车道。[19]
- 望江隧道，位于西兴大桥和复兴大桥之间，隧道北接上城区望江路，南接滨江区的江晖路，全长3240米，双向4车道。2015年底开工建设，2019年12月15日通车。[20][21]
- 博奥隧道，位于钱江三桥和庆春路过江隧道之间，连接钱江新城新业路和钱江世纪城博奥路，全长近2.8公里，双向四车道，设计车速每小时60公里。由钱江新城建设管委会和萧山区政府（钱江世纪城管委会）共同出资约14.29亿元。2017年4月开工，2021年8月开通[22]，是往来于钱江新城与钱江世纪城、杭州奥体博览城之间的最便捷通道[23]。
- 钱塘过江隧道，位于江东大桥的上游、G60沪昆高速下沙大桥的下游，是杭州市钱塘快速路路网的控制性工程、杭州市“迎亚运”道路提升改造工程的一部分，于2022年7月30日通车。

### 地铁
- 杭州地铁1号线：近江站-江陵路站区间、下沙江滨站-杭州大会展中心站区间
- 杭州地铁2号线：钱江路站-钱江世纪城站区间
- 杭州地铁4号线：水澄桥站-联庄站区间
- 杭州地铁5号线：南星桥站-长河站区间
- 杭州地铁6号线：之浦路站-西浦路站区间、亚运村站-三堡站区间
- 杭州地铁7号线：市民中心站-奥体中心站区间
- 杭州地铁8号线：工商大学云滨站-桥头堡站区间
- 杭州地铁19号线：御道站-平澜路站区间，利用新彭埠大桥

## 文化

### 观潮和弄潮

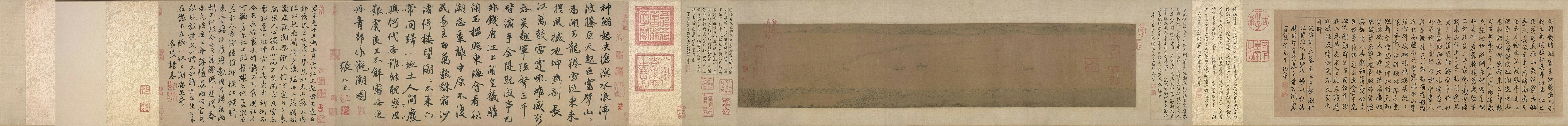
錢塘觀潮圖 - 卷 - 绢本 淡设色 纵17.4厘米 横833厘米 中国北京故宫博物院藏

一般而言，錢塘江潮在農曆每月初一至初三、十五至十八出現，而农历八月十八的潮水最為壯觀。宋人范仲淹曾诗云：“海面雷霆聚，江心瀑布横”。海宁盐官镇因有壮观的“一线潮”而成为观看钱塘江大潮的最佳地点。而每年都有人因观潮而被潮水卷走丢掉性命。

## 軼事
錢塘江每年中秋節後都會吸引中國各地遊客觀賞大潮景觀，罪犯似乎也難擋其魅力，浙江當地警方分別於2020年、2021年和2022年連續三年在觀潮現場逮到逃犯，中國網友們紛紛發文讚嘆“錢塘江同志”又立功了。另外讓罪犯難擋其魅力的還有張學友的演唱會，據陸媒統計，自2018年4月開始，中國警方共在張學友演唱會上抓獲80多名通緝犯，張學友也被封為“逃犯剋星”，中國網友更戲稱“張學友和錢塘江是兩位好同志。”

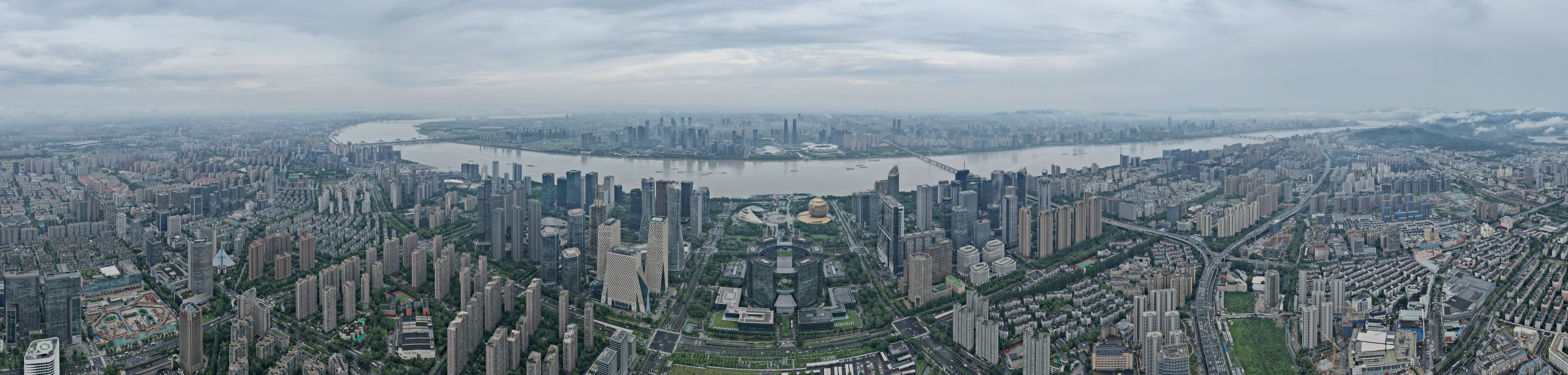
钱塘江杭州市区段，从钱江新城望去。

## 延伸阅读
[在维基数据编辑]
 《欽定古今圖書集成·方輿彙編·山川典·浙江部》，出自陈梦雷《古今圖書集成》